# 磯村隆文
磯村 隆文（いそむら たかふみ、1930年（昭和5年）12月8日 - 2007年（平成19年）11月26日）は、日本の政治家。第16代大阪市長、大阪市助役 (大阪市副市長)。大阪市立大学名誉教授、経済学博士（大阪市立大学）。大阪市出身。

## 経歴
- 1930年　大阪市に生まれる。
- 1954年　大阪市立大学経済学部卒業。
- 1956年　大阪市立大学で修士の学位を取得し、ジョンズ・ホプキンス大学大学院に留学。
- 1959年　大阪市立大学大学院経済学研究科博士課程修了。研究助手となる。
- 1972年　経済学博士の学位を取得する（論文「価格変動の理論」によって）。
- 1975年　大阪市立大学教授に就任。
- 1982年　大阪市立大学経済学部長に就任。
- 1983年　大阪市立大学文化交流センター長に就任。
- 1990年　大阪市助役に就任。
- 1995年　第16代大阪市長に就任。
- 2003年　大阪市長を離任。
- 2004年　学校法人帝塚山学院理事長に就任。
- 2005年　帝塚山学院理事長を任期途中で辞任。
- 2007年　肝臓がんのため死去。76歳没。

## 大阪市長時代・財政への批判
大阪市立大学では経済学部長等の要職を務めたが、1990年に西尾正也大阪市長（当時）に請われ、大阪市助役に就任。行政マンに転進した。
1995年に西尾市長の後継として、共産党以外のいわゆる「オール与党」の推薦で大阪市長選に立候補して初当選。観光やスポーツ振興による都市活性化をめざす「国際集客都市」を公約し、西尾市長時代に浮上した大阪オリンピック構想をその目玉とした。

### 大量の箱物行政・放漫財政
公約に基づき、任期中には多くの集客施設を開業させ、負の遺産となった(2023年9月時点でなにわの海の時空館のみ売却出来ておらず、「大阪市最後の負の遺産」として残存)。
他にも中小企業支援施設として大阪産業創造館を開設した。
- 任期中に整備・誘致された主な施設
  - 大阪ドーム
  - ユニバーサルスタジオジャパン (USJ)
  - フェスティバルゲート
  - なにわの海の時空館
  - 大阪歴史博物館（旧大阪市立博物館の後継施設）
  - 舞洲スポーツアイランド
  - キッズプラザ大阪
  - 大阪くらしの今昔館
  - 大阪プール（扇町から移転）
  - 大阪市中央体育館（大手前から移転）

スポーツ関連では、多数の世界規模の大会を開催・誘致し、オリンピック会場として長居を推進した。
- 任期中に開催・誘致された主なスポーツイベント
  - 世界新体操選手権（1999年）
  - 世界卓球選手権（2001年）
  - 東アジア競技大会（2001年）
  - 2002 FIFAワールドカップ（2002年）
  - 世界柔道選手権大会（2003年）
  - 世界陸上大阪大会（開催は2007年）

### 市内バスと赤字・橋下市長による廃止
また、大阪市コミュニティバス「赤バス」を開業し（大阪市営バスが運行）、2000年に試験運行、2002年には本格運行を開始した。その後「赤バス」は市営バス赤字の一因として、橋下徹市長時代の2013年3月末に廃止されている。

### 財政非常事態宣言と引退
2001年には、政策の目玉であったオリンピック誘致に失敗。西尾前市長時代に整備された大阪ワールドトレードセンタービルディングやアジア太平洋トレードセンター、大阪シティエアターミナル、さらには自身の任期中に整備した大阪ドームなど第三セクターの業績悪化により、任期終盤には財政悪化に苦しめられ、翌2002年には「財政非常事態宣言」を出すに至った。
2003年の大阪市長選には、体調の悪化を理由に立候補せず、政界引退した。

## 市長辞任後
- 2004年から職員厚遇問題が発覚し、大阪市がマスコミ等の批判にさらされるなか、2005年9月に關淳一市長は、前市長の磯村に退職金の返還を求めたが、磯村は自身の責任を否定してこれを拒否した。なお翌月には一連の問題の影響を受けて、任期途中で学校法人帝塚山学院理事長を辞任している。
- 死去直前になって、母校であり職場でもあった大阪市立大学に3000万円を寄付した。

## 著書
- 『物価変動の理論』（東洋経済新報社、1967年）
- 『日本の物価構造』（日本評論社、1972年）
- 『物価の経済学』（講談社現代新書、1977年3月）
- 『日本型市場経済』（日本評論社、1982年）
- （編著）『大阪ＷＡＹ――2008年海上オリンピックへの挑戦』（中央公論社、1997年）